# Francisco Bonamich Colomer
Francisco Bonamich Colomer (Vic, 28 de octubre de 1779 -Voc, 22 de abril de 1853) fue sacerdote, organista, compositor y maestro de capilla español.

## Biografía
Francisco Bonamich fue maestro de capilla de la Catedral de Tarragona entre 1810 y 1815 aproximadamente. 
En 1815 opositó al magisterio de la catedral de Vic y presentó como ejercicio las obras Ad te Domine ciamabo, un salmo a ocho voces y La Musica Sagrada, un villancico a 4 y 8 voces con orquesta. Parece que obtuvo la plaza a expensas del maestro interino anterior, Josep Gallés, que continuó como organista, y Bonamich —como era costumbre— la retuvo hasta la muerte. En 1818 fue ordenado sacerdote.
En 1818 se interesó por el cargo de maestro de capilla de la Catedral de Valladolid, que había quedado vacante tras el fallecimiento del maestro Fernando Haykuens. Finalmente no se presentó, enviando una carta disculpándose por tener que componer para las fiestas de Santa Tecla. Finalmente el cargo fue para José Ángel Martinchique.
Falleció en Vic, el 22 de abril de 1853.

## Obra
Compuso una importante cantidad de música para piano, dentro del género de música de salón y de carácter pedagógico. Su obra pianística se recoge en álbumes, entre los que destaca el titulado L'alba. Este álbum, editado por Ricordi, está formado por sonatinas a dos y cuatro manos, realizadas a partir de óperas italianas, especialmente de Verdi, que dan título a cada una. Éste era un género muy frecuente en el siglo XIX español, dirigido a atraer a los aficionados a la ópera que iban a los salones. Como álbumes, en sentido estricto, no tienen una forma musical que les dé sentido, sino que son una mera colección de piezas puestas correlativamente.
Además, en el archivo de la Catedral de Tarragona se conservan una cincuentena de piezas suyas, tanto de tipo litúrgico como rosarios, cantatas y villancicos. En su vida realizó mucha responsorios, que fueron muy interpretados. Entre sus discípulos estuvo el futuro maestro de capilla y organista Bernat Calvó Puig Capdevila .
Se conservan obras de Bonamich en los fondos musicales de la Catedral de Gerona (GiC), de la Catedral de Tarragona (TarC), y de Lluís Viada (MatV).

### Fondo de la Catedral de Gerona (GiC)
- Misa pastoril para 8 voces y orquesta
- Misa pastoril para 8 voces y orquesta

### Fondo de la Catedral de Tarragona (TarC)
- Absuelta para 4 voces e instrumento
- Antífona para 4 voces y orquesta
- Cantata para 8 voces y orquesta
- Cántico para 4 voces y orquesta
- Cántico para 8 voces y orquesta
- Cántico para 8 voces y orquesta
- Cántico para 8 voces y orquesta
- Cántico para 8 voces y orquesta
- Cántico para 8 voces y orquesta
- Coplas para 2 voces e instrumento
- Coplas para 4 voces y orquesta
- Introito para 8 voces e instrumento
- Introitos para 8 voces y orquesta
- Lamentación para 1 voz e instrumento
- Lamentación para 1 voz e instrumento
- Lamentación para 8 voces y orquesta
- Lamentación para 8 voces y orquesta
- Letanía para 4 voces y orquesta
- Magnificat para 6 voces y acompañamiento
- Magnificat para 6 voces y acompañamiento
- Magnificat para 6 voces y orquesta
- Magnificat para 8 voces y orquesta
- Missa Gaudent in cælis para 8 voces y orquesta
- Misa pastoril para 8 voces y orquesta
- Motete para 1 voz y orquesta
- Motete para 1 voz y orquesta
- Motete para 1 voz y orquesta
- Motete para 1 voz y orquesta
- Motete para 2 voces y acompañamiento
- Motete para 2 voces y orquesta
- Motete para 2 voces y orquesta
- Motete para 2 voces y orquesta
- Motete para 2 voces y orquesta
- Responsorio para 2 voces y orquesta
- Responsorio para 4 voces y orquesta
- Responsorio para 8 voces y orquesta
- Responsorio para 8 voces y orquesta
- Responsorio para 9 voces y orquesta
- Rosario para 4 voces e instrumento
- Rosario para 4 voces e instrumento
- Rosario para 4 voces e instrumento
- Rosario para 4 voces y orquesta
- Rosario para 4 voces y orquesta
- Rosario para 4 voces y orquesta
- Rosario para 4 voces y orquesta
- Rosario para 4 voces y orquesta
- Salmo para 6 voces y acompañamiento
- Salmo para 6 voces y orquesta
- Salmo para 8 voces y orquesta
- Villancico para 8 voces e instrumento
- Villancico para 8 voces y orquesta
- Villancico para 8 voces y orquesta
- Villancico para 8 voces y orquesta
- Villancico para 8 voces y orquesta
- Villancico para 8 voces y orquesta
- Villancico para 8 voces y orquesta
- Villancico para 8 voces y orquesta

### Fondo Luis Viada (MatV)
- Música para P

### Música para piano
- La giornata del pianista
- L'alba
- Lucia de Lammermoor
- La Sonnambula
- Rigoletto
- Il Trovattore
- La forza del Destino
- Marta
- I puritani
- Lucrezia Borgia
- La figlia del reggimiento
- Marino Faliero